# 세라 팩스턴
세라 팩스턴(Sara Paxton, 1988년 4월 25일 - )은 미국의 배우, 가수, 모델이다. 캘리포니아주에서 태어났으며 어렸을 때부터 배우로 활동하기 시작했다. 첫 출연한 영화가 짐 캐리의 라이어 라이어였다. 2004년까지는 영화나 텔레비전에서 주로 작은 역할을 맡았다. 나중에는 소녀들의 비밀파티(Sleepover), 아쿠아마린(Aquamarine, 아쿠아마린 역) 등에서 주요 역할을 맡았다.

## 어린 시절
외동딸이었던 팩스턴은 캘리포니아주 로스앤젤레스의 우드랜드힐스에서 태어났다. 그녀의 아버지 스티브 팩스턴(Steve Paxton)은 아일랜드계 미국인사업가이며, 어머니인 루시아는 몬테레이 출신의 멕시코계 미국인 치과의사이다. 그래서 그녀는 서툴러도 스페인어를 일부 알고 있다. 그녀의 어머니는 유대인이며, 그녀의 아버지는 결혼하면서 유대교로 개종했다.

## 출연 작품

### 영화
- 라이어 라이어 (1997)
- 솔저 (1998)
- 소녀들의 비밀파티 (2004)
- 아쿠아마린 (2006)